# E-Prix di Marrakech 2022
L'E-Prix di Marrakech 2022 è stato il decimo appuntamento del Campionato mondiale di Formula E  2021-2022, che si è tenuto al circuito di Marrakech il 2 luglio 2022.
La gara è stata vinta da Edoardo Mortara, che ha anche effettuato la Pole Position, in seconda posizione è arrivato António Félix da Costa, che ha anche effettuato la Pole Position, in terza posizione, Mitch Evans.

## Qualifiche

### Gruppi
| Sorteggio gruppi | Sorteggio gruppi | Sorteggio gruppi | Sorteggio gruppi | Sorteggio gruppi | Sorteggio gruppi | Sorteggio gruppi | Sorteggio gruppi | Sorteggio gruppi | Sorteggio gruppi | Sorteggio gruppi | Sorteggio gruppi |
| ---------------- | ---------------- | ---------------- | ---------------- | ---------------- | ---------------- | ---------------- | ---------------- | ---------------- | ---------------- | ---------------- | ---------------- |
| Gruppo A         | VAN              | MOR              | FRI              | LOT              | DIG              | DEN              | CAS              | BUE              | GUE              | ASK              | SET              |
| Gruppo B         | JEV              | EVA              | DEV              | WEH              | DAC              | BIR              | ROW              | TUR              | SIM              | TIC              | GIO              |

#### Fasi finali
|  | Quarti di finale       | Quarti di finale       | Quarti di finale       |                        |                  | Semifinali       | Semifinali | Semifinali |  |  | Finale | Finale | Finale |  |
|  |                        |                        |                        |                        |                  |                  |            |            |  |  |        |        |        |  |
|  | Mitch Evans            | Mitch Evans            | 1:17.476               |                        |                  |                  |            |            |  |  |        |        |        |  |
|  | Mitch Evans            | Mitch Evans            | 1:17.476               |                        |                  |                  |            |            |  |  |        |        |        |  |
|  | Edoardo Mortara        | Edoardo Mortara        | 1:17.002               |                        |                  |                  |            |            |  |  |        |        |        |  |
|  | Edoardo Mortara        | Edoardo Mortara        | 1:17.002               |                        | Edoardo Mortara  | Edoardo Mortara  | 1:17.129   |            |  |  |        |        |        |  |
|  |                        |                        |                        |                        | Edoardo Mortara  | Edoardo Mortara  | 1:17.129   |            |  |  |        |        |        |  |
|  |                        |                        | Pascal Wehrlein        | Pascal Wehrlein        | 1:17.305         |                  |            |            |  |  |        |        |        |  |
|  | Pascal Wehrlein        | Pascal Wehrlein        | Pascal Wehrlein        | Pascal Wehrlein        | 1:17.305         | 1:17.291         |            |            |  |  |        |        |        |  |
|  | Pascal Wehrlein        | Pascal Wehrlein        |                        |                        |                  |                  |            |            |  |  |        |        |        |  |
|  | Nick Cassidy           | Nick Cassidy           | 1:17.578               |                        |                  |                  |            |            |  |  |        |        |        |  |
|  | Nick Cassidy           | Nick Cassidy           | 1:17.578               |                        | Edoardo Mortara  | Edoardo Mortara  | 1:17.151   |            |  |  |        |        |        |  |
|  |                        |                        |                        |                        |                  |                  |            |            |  |  |        |        |        |  |
|  |                        |                        | António Félix da Costa | António Félix da Costa | 1:17.070         |                  |            |            |  |  |        |        |        |  |
|  | Jake Dennis            | Jake Dennis            | António Félix da Costa | António Félix da Costa | 1:17.070         | 1:17.348         |            |            |  |  |        |        |        |  |
|  | Jake Dennis            | Jake Dennis            |                        |                        |                  |                  |            |            |  |  |        |        |        |  |
|  | Jean-Éric Vergne       | Jean-Éric Vergne       | 1:16.982               |                        |                  |                  |            |            |  |  |        |        |        |  |
|  | Jean-Éric Vergne       | Jean-Éric Vergne       | 1:16.982               |                        | Jean-Éric Vergne | Jean-Éric Vergne | 1:17.115   |            |  |  |        |        |        |  |
|  |                        |                        |                        |                        | Jean-Éric Vergne | Jean-Éric Vergne | 1:17.115   |            |  |  |        |        |        |  |
|  |                        |                        | António Félix da Costa | António Félix da Costa | 1:17.091         |                  |            |            |  |  |        |        |        |  |
|  | Oliver Askew           | Oliver Askew           | António Félix da Costa | António Félix da Costa | 1:17.091         | 1:17.575         |            |            |  |  |        |        |        |  |
|  | Oliver Askew           | Oliver Askew           |                        |                        |                  |                  |            |            |  |  |        |        |        |  |
|  | António Félix da Costa | António Félix da Costa | 1:17.202               |                        |                  |                  |            |            |  |  |        |        |        |  |

## Gara
| Pos. | No. | Pilota                 | Squadra              | Giri | Tempo/Ritiro | Griglia | Punti |
| ---- | --- | ---------------------- | -------------------- | ---- | ------------ | ------- | ----- |
| 1    | 48  | Edoardo Mortara        | ROKiT Venturi Racing | 34   | 46:45.410    | 2       | 25    |
| 2    | 13  | António Félix da Costa | DS Techeetah         | 34   | +2.297       | 1       | 21+3  |
| 3    | 9   | Mitch Evans            | Jaguar TCS Racing    | 34   | +6.270       | 6       | 18    |
| 4    | 25  | Jean-Éric Vergne       | DS Techeetah         | 34   | +6.965       | 3       | 12    |
| 5    | 11  | Lucas di Grassi        | ROKiT Venturi Racing | 34   | +7.787       | 10      | 11+1  |
| 6    | 17  | Nyck de Vries          | Mercedes EQ          | 34   | +8.394       | 9       | 8     |
| 7    | 27  | Jake Dennis            | Avalanche Andretti   | 34   | +12.084      | 5       | 6     |
| 8    | 5   | Stoffel Vandoorne      | Mercedes EQ          | 34   | 46:59.951    | 20      | 4     |
| 9    | 10  | Sam Bird               | Jaguar TCS Racing    | 34   | +15.048      | 13      | 2     |
| 10   | 30  | Oliver Rowland         | Mahindra Racing      | 34   | +15.270      | 11      | 1     |
| 11   | 28  | Oliver Askew           | Avalanche Andretti   | 34   | +16.336      | 7       |       |
| 12   | 94  | Pascal Wehrlein        | TAG Heuer Porsche    | 34   | +30.043      | 4       |       |
| 13   | 37  | Nick Cassidy           | Envision Racing      | 34   | +31.970      | 8       |       |
| 14   | 29  | Alexander Sims         | Mahindra Racing      | 34   | +32.332      | 19      |       |
| 15   | 36  | André Lotterer         | TAG Heuer Porsche    | 34   | +32.364      | 22      |       |
| 16   | 23  | Sébastien Buemi        | Nissan e.dams        | 34   | +33.707      | 17      |       |
| 17   | 3   | Oliver Turvey          | NIO 333              | 34   | +35.018      | 14      |       |
| 18   | 4   | Robin Frijns           | Envision Racing      | 34   | +35.686      | 15      |       |
| 19   | 99  | Antonio Giovinazzi     | Dragon / Penske      | 34   | +40.887      | 21      |       |
| 20   | 7   | Sérgio Sette Câmara    | Dragon / Penske      | 34   | +42.764      | 12      |       |
| RIt  | 22  | Maximilian Günther     | Nissan e.dams        | 32   | Incidente    | 18      |       |
| RIt  | 33  | Dan Ticktum            | NIO 333              | 28   | Incidente    | 16      |       |